# 劉桂芳
劉桂芳（英語：Kitty Lau Kwai Fong，1957年12月15日—），香港女性甘草演員，現為無綫電視基本藝人合約藝員。

## 背景
劉桂芳於香港銅鑼灣出生，為父親（於金鐘上班）的三房所生的孻女，小時候的生活比較飄泊，曾在尖沙咀、灣仔、北角、觀塘和紅磡居住。因為經常搬屋的緣故，她需要不時轉校。而這令她的讀書成績不理想。劉桂芳曾就讀葛量洪教育學院校友會觀塘學校（就讀時的校長為已故政治家司徒華）。她在就讀小學時（即11歲）已經踏入社會工作幫補家計，曾經在前香港首富李嘉誠位於筲箕灣的「長江塑膠廠」穿膠花。直至13至14歲，她正式自立工作。期間，一邊謀生，一邊在易通英文書院以及新法書院夜校不斷自我進修。她當時的第一份職業是織假髮，所賺取的薪資全都用作家用。其後，劉桂芳於觀塘職業訓練中心學習製作時裝兩年。她不久轉職新世界酒店接待員。時正20多歲的她已經結了婚，並育有兩名子女。此時她也認識了電影人吳思遠。
在1980年代，她獲邀拍攝多個廣告。不論只是手部演出或是真人說廣告獨白都可見到她的演出。惟劉桂芳自言自己個性自卑且信心不足，所以推卻了不少其他廣告。同時她亦都參與一些短劇演出。雖然當年廣告公司不建議劉桂芳加入電視台拍攝節目，又曾多番挽留，她卻認為自己年齡大了以後未必有機會再拍廣告。為了保障生活，她最終仍然堅持轉往電視台演出。結果，無綫電視主動致電她，打算羅致她為旗下藝員。由接洽人馮美基負責與她傾談合約條件。劉桂芳在那個時候完全不了解電視台的薪酬制度如何運作。於是向馮美基提出要多放一些假期及要確保她的薪金能夠維持在指定的水平。經馮氏向劉桂芳解釋有關制度運作後，她就於1988年簽了兩年約加入無綫電視。但由於劉桂芳未能放低廣告方面吸引的報酬，故此她在1989年才開始履行電視台合約；其拍攝的第一部電視劇是《龍廷爭霸》。為善用時間，她另外當特約演員賺取額外收入養家。
劉桂芳其實在十多歲時已經參與話劇。曾有來自法國的記者採訪她與其他的演員。而《華僑日報》的編輯陳蝶衣也有撰寫劇評讚賞她在劇目〈環君明珠雙淚垂〉的演出。過了一段時間後，有電影劇組人員邀請她拍攝《天才與白痴》，但由於她答應過母親不可以拍攝穿著睡衣或泳衣的戲份，故此最後推卻了邀請。她正式入行前還當過化妝師；多年來擅演斟茶倒水的工人或潑辣且蠻不講理的小女人。2016年，她於無綫電視綜藝節目《Sunday好戲王》裡獲頒「另類好戲王 ─ 倀雞王」，演技獲得肯定。

## 軼聞
- 劉桂芳曾被不少人誤認為藝人夏雨的妻子馬慧玲。[5]

## 演出作品

### 電視劇（無綫電視）
| 首播            | 劇名                       | 角色                                           |
| 1989年          | 龍廷爭霸                   | 沈初八                                         |
| 1989年          | 他來自江湖                 | 譚潔貞（第1、7、23、24集）                     |
| 1989年          | 晉文公傳奇                 | 驪 姬                                          |
| 1990年          | 蜀山奇俠                   | 許飛娘                                         |
| 1990年          | 人在邊緣                   | 妾 侍                                          |
| 1990年          | 愛情三角錯                 |                                                |
| 1992年          | 武林幸運星                 | 白雲仙                                         |
| 1992年          | 壹號皇庭                   | 超妻子（第1集）                                |
| 1992年          | 夢斷銀城                   | 龍三母親                                       |
| 1992年          | 大凶靈                     | 劉錫明母親                                     |
| 1992年          | 血染海棠西                 |                                                |
| 1992年          | 黄土恩情                   | 龍真彦母親                                     |
| 1992年          | 乾隆大帝                   | 鈕姑祿氏                                       |
| 1992年          | 清宮氣數錄                 | 孫中山母親（孕婦）                             |
| 1992年          | 血濺塘西                   | 二媽                                           |
| 1993年          | 武尊少林                   | 白慕娥                                         |
| 1993年          | 九彩霸王花                 | Madam 劉                                       |
| 1993年          | 龍兄鼠弟                   |                                                |
| 1993年          | 壹號皇庭II                 | 女法官                                         |
| 1994年          | 阿Sir早晨                  | 白韻琴（第9集）                                |
| 1994年          | 俠女游龍                   | 葉夫人                                         |
| 1994年          | 新重案傳真                 | 招 太                                          |
| 1994年          | 異度凶情                   | 周蘭娟                                         |
| 1995年          | O記實錄                    | 羅金勝妻子                                     |
| 1995年          | 真情                       | 五姑姐                                         |
| 1995年          | 水餃皇后                   | 阿娟                                           |
| 1995年          | 情濃大地                   | 東 嫂                                          |
| 1995年          | 包青天                     | 馬玉娘（單元五：人皮面具）                     |
| 1996年          | 天地男兒                   | 曾家玉                                         |
| 1996年          | 900重案追兇                | 劉何潔芳                                       |
| 1996年          | 殭屍福星                   |                                                |
| 1996年          | 笑傲江湖                   | 劉正風夫人                                     |
| 1997年          | 天龍八部                   | 喬三娘                                         |
| 1997年          | 刑事偵緝檔案III            | 李寶嫻（檔案二：幻海情緣）                     |
| 1997年          | 大鬧廣昌隆                 | 車達夫母親                                     |
| 1997年          | 孝感動天                   | 林 玉（單元三：目連救母）                      |
| 1998年          | 聊齋 (貳)                  | 鴇 母（單元：綠野飛仙）                        |
| 1998年          | 白髮魔女傳                 | 客 氏（明熹宗乳母）                            |
| 1999年          | 寵物情緣                   | 狗 主（第7集）                                 |
| 1999年          | 洗冤錄                     | 村長夫人（第1 - 3集）                          |
| 1999年          | 刑事偵緝檔案IV             | 周 太                                          |
| 1999年          | 鑑證實錄II                 | Amy                                            |
| 1999年          | 茶是故鄉濃                 | 郭婉君                                         |
| 1999年          | 創世紀                     | 白 娟                                          |
| 2000年          | 男親女愛                   | 老闆娘（第23集）                               |
| 2000年          | 男親女愛                   | 王何紅貴（第73集）                             |
| 2000年          | 碧血劍                     | 溫方達妻子                                     |
| 2000年          | 廟街·媽·兄弟               |                                                |
| 2000年          | 妙手仁心II                 | 符 太（第7集）                                 |
| 2000年          | 杨贵妃                     | 郑国夫人                                       |
| 2001年          | FM701                      | 點心阿姐                                       |
| 2001年          | 美味情緣                   | 八 嬸                                          |
| 2001年          | 封神榜                     | 柳 安                                          |
| 2001年          | 皆大歡喜                   | 祥 嫂（第3集）                                 |
| 2001年          | 皆大歡喜                   | 村 民（第70集）                                |
| 2001年          | 婚前昏後                   | 趙卓琳助手                                     |
| 2002年          | 皆大歡喜                   | 涼果檔小販（第91、146集）                      |
| 2002年          | 皆大歡喜                   | 奶媽應徵者（第121集）                          |
| 2002年          | 皆大歡喜                   | 細牛母親（第130集）                            |
| 2002年          | 皆大歡喜                   | 涼茶檔主（第149集）                            |
| 2002年          | 皆大歡喜                   | 鴇 母（第175集）                               |
| 2002年          | 皆大歡喜                   | 婦 人（第208、209、256集）                     |
| 2002年          | 皆大歡喜                   | 豆腐花老闆（第222集）                          |
| 2002年          | 皆大歡喜                   | 傻 人（第231集）                               |
| 2002年          | 皆大歡喜                   | 夫 人（第234集）                               |
| 2002年          | 皆大歡喜                   | 暗瘡婆（第254集）                              |
| 2002年          | 皆大歡喜                   | 官員妻（第272集）                              |
| 2002年          | 皆大歡喜                   | 路 人（第287集）                               |
| 2002年          | 皆大歡喜                   | 師 奶（第291集）                               |
| 2002年          | 皆大歡喜                   | 傻仔母（第310集）                              |
| 2002年          | 皆大歡喜                   | 大 嬸（第316集）                               |
| 2002年          | 騎呢大狀                   | 鴇 母                                          |
| 2002年          | 法網伊人                   | 宋許美芬                                       |
| 2002年          | 洛神                       | 三 婆（第20 - 22集）                           |
| 2002年          | 絕世好爸                   |                                                |
| 2002年          | 戇夫成龍                   | 馬吊朋友                                       |
| 2002年          | 再生緣                     | 郦田氏                                         |
| 2003年          | 皆大歡喜                   | 陳師奶（第1、5集）                             |
| 2003年          | 皆大歡喜                   | 婦 人（第42集）                                |
| 2003年          | 皆大歡喜                   | 街 坊（第65集）                                |
| 2003年          | 皆大歡喜                   | 師 奶（第66集）                                |
| 2003年          | 皆大歡喜                   | 傻婆芳姐（第140集）                            |
| 2003年          | 皆大歡喜                   | 馬師奶（第162集）                              |
| 2003年          | 皆大歡喜                   | 芳 姐（第166、167集）                          |
| 2003年          | 洗冤錄II                   | 村 民（第5、7、8集）                           |
| 2003年          | 金牌冰人                   | 羅大媒                                         |
| 2003年          | 衝上雲霄                   | 親 屬（第27集）                                |
| 2003年          | 西關大少                   | 林王麗芳                                       |
| 2004年          | 皆大歡喜                   | 師 奶（第177、204、205、208、317、357、410集） |
| 2004年          | 皆大歡喜                   | 老 婆（第214集）                               |
| 2004年          | 皆大歡喜                   | 闊 太（第227集）                               |
| 2004年          | 皆大歡喜                   | 清潔嬸（第231集）                              |
| 2004年          | 皆大歡喜                   | 朱師奶（第242集）                              |
| 2004年          | 皆大歡喜                   | 陳 太（第260、363集）                          |
| 2004年          | 皆大歡喜                   | 陳佩佩（第328、330集）                         |
| 2004年          | 皆大歡喜                   | 爵士夫人（第387、388集）                       |
| 2004年          | 皆大歡喜                   | 善 信（第416集）                               |
| 2004年          | 皆大歡喜                   | 三叔婆（第420集）                              |
| 2004年          | 棟篤神探                   | 朱 太                                          |
| 2004年          | 金枝慾孽                   | 江大娘                                         |
| 2004年          | 隨時候命                   | 修 女                                          |
| 2005年          | 皆大歡喜                   | 師 奶（第434集）                               |
| 2005年          | 皆大歡喜                   | Sister Maria（第441集）                        |
| 2005年          | 開心賓館                   | 內地團友                                       |
| 2005年          | 酒店風雲                   | 儲妃隨從                                       |
| 2005年          | 窈窕熟女                   | 超級市場老闆娘                                 |
| 2005年          | 窈窕熟女                   | 路 人                                          |
| 2005年          | 我的野蠻奶奶               | 孔夫人（第1集）                                |
| 2005年          | 肝胆崑崙                   | 高大娘                                         |
| 2005年          | 阿旺新傳                   | 祥旺邨街坊                                     |
| 2005年          | 秀才遇著兵                 | 雲芝母親                                       |
| 2006年          | 施公奇案                   | 何大嫂                                         |
| 2006年          | 鐵血保鏢                   | 成宇恆                                         |
| 2006年          | 高朋滿座                   | 師 奶                                          |
| 2006年          | 飛短留長父子兵             | 妹 嬸                                          |
| 2006年          | 愛情全保                   | 雷 太                                          |
| 2006年          | 鳳凰四重奏                 | 鍾 嫂                                          |
| 2006年          | 鳳凰四重奏                 | 白小琴                                         |
| 2006年          | 心慌·心郁·逐個捉           | 麵舖老闆娘                                     |
| 2006年          | 賭場風雲                   | 李月萍                                         |
| 2006年          | 滙通天下                   | 全福人                                         |
| 2006年          | 滙通天下                   | 大妗姐（第24集）                               |
| 2007年          | 鄭板橋                     | 陳夫人                                         |
| 2007年          | 師奶兵團                   | 校 長                                          |
| 2007年          | 通天幹探                   | 劉師奶                                         |
| 2007年          | 舞動全城                   | 桂 姐                                          |
| 2007年          | 同事三分親                 | 太極學生（第6集）                              |
| 2007年          | 同事三分親                 | 恆徒弟（第46集）                               |
| 2007年          | 同事三分親                 | 徒 弟（第205、276集）                          |
| 2008年          | 古靈精探                   | 師 奶                                          |
| 2008年          | 師奶股神                   | 師 奶                                          |
| 2008年          | 甜言蜜語                   | 方太太                                         |
| 2008年          | 溏心風暴之家好月圓         | 師 奶                                          |
| 2008年          | 珠光寶氣                   | 李 太                                          |
| 2008年          | 巴不得爸爸...              | 蘇鳳妮母親                                     |
| 2008年          | 法證先鋒II                 | Jason 母親                                     |
| 2008年          | 老友狗狗                   | 趙秋嬋                                         |
| 2008年          | Click入黃金屋              | 蔡 太                                          |
| 2009年          | 學警狙擊                   | 婦 人                                          |
| 2009年          | 畢打自己人                 | 張小姐                                         |
| 2009年          | 老婆大人II                 | 梁昕昕三姨媽                                   |
| 2009年          | ID精英                     | 林素蓉                                         |
| 2009年          | 有營煮婦                   | 劉 太                                          |
| 2010年          | 女王辦公室                 | Mary                                           |
| 2010年          | 鐵馬尋橋                   | 貴 嬸                                          |
| 2010年          | 搜下留情                   | 師 奶                                          |
| 2010年          | 飛女正傳                   | 譚麗珠                                         |
| 2010年          | 談情說案                   |                                                |
| 2010年          | 天天天晴                   | 闊 太                                          |
| 2010年          | 蒲松齡                     | 群 姐                                          |
| 2010年          | 情越雙白線                 | 馬 太                                          |
| 2010年          | 公主嫁到                   | 沈媽媽                                         |
| 2010年          | 刑警                       | 受害人母親（第1集）                            |
| 2010年          | 巾幗梟雄之義海豪情         | 副院長                                         |
| 2010年          | 依家有喜                   | 馬 太                                          |
| 2011年          | 居家兵團                   | 芬 姐                                          |
| 2011年          | 魚躍在花見                 | 泰皇表兄夫人                                   |
| 2011年          | Only You 只有您            | 李麗芳                                         |
| 2011年          | 七號差館                   | 方麗娥                                         |
| 2011年          | 布衣神相                   | 丘斷刀                                         |
| 2011年          | 洪武三十二                 | 老 尼                                          |
| 2011年          | 點解阿Sir係阿Sir           | 沈 太                                          |
| 2011年          | 花花世界花家姐             | 賓 客                                          |
| 2011年          | 誰家灶頭無煙火             | Candy                                          |
| 2011年          | 怒火街頭                   | 郑素娥                                         |
| 2011年          | 真相                       | 芳                                             |
| 2011年          | 九江十二坊                 | 余公子母親                                     |
| 2011年          | 不速之約                   | 張陳鳳儀                                       |
| 2011年          | 法證先鋒Ⅲ                  | 善信馬太（第4集）                              |
| 2011年          | 荃加福祿壽探案             | 管 家（第18集）                                |
| 2011年          | 結·分@謊情式               | 鄰居母親                                       |
| 2011年          | 結·分@謊情式               | 客 人                                          |
| 2011年          | 我的如意狼君               | 柳芬芳                                         |
| 2012年          | 結·分@謊情式               | 舊客人                                         |
| 2012年          | 結·分@謊情式               | 中年女人                                       |
| 2012年          | 缺宅男女                   | 柔 姐                                          |
| 2012年          | 換樂無窮                   | Yan                                            |
| 2012年          | 4 in Love                  | 桂 姨                                          |
| 2012年          | On Call 36小時             | 門診護士                                       |
| 2012年          | 東西宮略                   | 七 姑                                          |
| 2012年          | 盛世仁傑                   | 淑 娘                                          |
| 2012年          | 拳王                       | 龐若嫻                                         |
| 2012年          | 心戰                       | 詩                                             |
| 2012年          | 愛·回家 (第一輯)           | 魯智芬（第17集）                               |
| 2012年          | 愛·回家 (第一輯)           | 雲達爵士夫人（第244 - 255集）                  |
| 2012年          | 怒火街頭2                  | 家 屬                                          |
| 2012年          | 造王者                     | 寡 婦                                          |
| 2012年          | 巴不得媽媽...              | 馮 太                                          |
| 2012年          | 肥婆奶奶扭計媳             | 香                                             |
| 2012年          | 名媛望族                   | 雲 姨                                          |
| 2012年          | 法網狙擊                   | 何師奶                                         |
| 2012年          | 幸福摩天輪                 | 大 媽                                          |
| 2013年          | 談談情·練練武              | 母 親                                          |
| 2013年          | 初五啟市錄                 | 祥 嫂                                          |
| 2013年          | 戀愛季節                   | 名 媛                                          |
| 2013年          | 戀愛季節                   | 張 太                                          |
| 2013年          | 心路GPS                    | 萍                                             |
| 2013年          | 女警愛作戰                 | 游漫池母親                                     |
| 2013年          | 仁心解碼II                 | 何美儀（第15 - 20集）                          |
| 2013年          | 神探高倫布                 | 表姨媽                                         |
| 2013年          | 情越海岸線                 | 王姑娘                                         |
| 2013年          | 千謊百計                   | 關炳妻子（第16集）                             |
| 2013年          | 好心作怪                   | 娥 姐                                          |
| 2013年          | 衝上雲霄II                 | 陸君妍母親（第27集）                           |
| 2013年          | 法外風雲                   | 陳姑娘（第17集）                               |
| 2013年          | 舌劍上的公堂               | 朱大嬸                                         |
| 2014年          | 新抱喜相逢                 | 校 長                                          |
| 2014年          | 守業者                     | 青                                             |
| 2014年          | 女人俱樂部                 | FiFi                                           |
| 2014年          | 寒山潛龍                   | 佳 嬸                                          |
| 2014年          | 我們的天空                 | 芳 姐                                          |
| 2014年          | 載得有情人                 | 清 姐                                          |
| 2014年          | 大藥坊                     | 霞 姐                                          |
| 2014年          | 老表，你好hea！            | 劉桂芳                                         |
| 2014年          | 醋娘子                     | 布匹店老闆娘                                   |
| 2015年          | 師奶MADAM                  | 蘭                                             |
| 2015年          | 四個女仔三個BAR            | 陳 太                                          |
| 2015年          | 倩女喜相逢                 | 朱 媽                                          |
| 2015年          | 水髮胭脂                   | 李雲慧                                         |
| 2015年          | 潮拜武當                   | 趙元暢母親                                     |
| 2015年          | 鬼同你OT                   | 女客人                                         |
| 2015年          | 收規華                     | 冬 姑                                          |
| 2015年          | 張保仔                     | 酒樓老闆娘                                     |
| 2015年          | 東坡家事                   | 芬 姐                                          |
| 2015年          | 刀下留人                   | 裘 棗                                          |
| 2016年          | 愛情食物鏈                 | 呂珊珊                                         |
| 2016年          | 公公出宮                   | 安 嬸                                          |
| 2016年          | 愛·回家之八時入席          | 程玉蘋                                         |
| 2016年          | 火線下的江湖大佬           | 蘭 姨                                          |
| 2016年          | 純熟意外                   | 滕初九母親                                     |
| 2016年          | 完美叛侶                   | 敖 娟                                          |
| 2016年          | 一屋老友記                 | 楊婆婆                                         |
| 2016年          | 巨輪II                     | 燕                                             |
| 2016年          | 幕後玩家                   | 名 媛                                          |
| 2017年至今      | 愛·回家之開心速遞          | 佘秀棋                                         |
| 2017年至今      | 愛·回家之開心速遞          | 颂 姐                                          |
| 2017年          | 乘勝狙擊                   | 龍家工人                                       |
| 2017年          | 與諜同謀                   | 孫惠芳                                         |
| 2017年          | 賭城群英會                 | 十九鄉圍村村民                                 |
| 2017年          | 溏心風暴3                  | 白粉婆                                         |
| 2018年          | 翻生武林                   | 九索飛環                                       |
| 2018年          | 果欄中的江湖大嫂           | 何惠萍                                         |
| 2018年          | 逆緣                       | 關師奶                                         |
| 2018年          | BB來了                     | 張碧芳                                         |
| 2018年          | 天命                       | 劉鐶之母親                                     |
| 2018年          | 特技人                     | 家燕姐                                         |
| 2018年          | 再創世紀                   | 上流太太（第1集）                              |
| 2018年          | 跳躍生命線                 | 芬 姐（第23集）                                |
| 2018年          | 兄弟                       | 街 坊                                          |
| 2018年          | 是咁的，法官閣下           | 朱 Auntie（第17集）                            |
| 2019年          | 白色強人                   | 張 麗                                          |
| 2019年          | 好日子                     | 三 姑（第10 - 12、16集）                       |
| 2019年          | 十二傳說                   | 桃 姐                                          |
| 2019年          | 包青天再起風雲             | 何二姑                                         |
| 2019年          | 街坊財爺                   | 林叔妻子（第18集）                             |
| 2019年          | 牛下女高音                 | 鄭師奶                                         |
| 2019年          | 解決師                     | 張師奶（第2集）                                |
| 2019年          | 堅離地愛堅離地（海外首播） | 乘 客（第1集）                                 |
| 2019年          | 多功能老婆                 | 蓮 姐（第3集）                                 |
| 2020年          | 丫鬟大聯盟                 | 徵婚者娘（第7集）                              |
| 2020年          | 黃金有罪                   | 好 姐（第18、20集）                            |
| 2020年          | 機場特警                   | 蓉 姐（第4、6、7集）                           |
| 2020年          | 那些我愛過的人             | 莫龍秋霞（第19、23集）                         |
| 2020年          | 殺手                       | 榕 姐（第6、12、27、28集）                     |
| 2020年          | 迷網                       | 蘭 姨                                          |
| 2021年          | 愛美麗狂想曲               | 何雨欣母親（第21集）                           |
| 2021年          | 智能愛人                   | Linda（第1集）                                 |
| 2021年          | 逆天奇案                   | 芳 姨（第17集）                                |
| 2021年          | 一笑渡凡間                 | 李修緣母親（第5集）                            |
| 2021年          | 寶寶大過天                 | Jenny（第9、21、25集）                         |
| 2021年          | 七公主                     | 嫦 姐（第10 - 12集）                           |
| 2021年          | 把關者們                   | 曹師奶（第15、20集）                           |
| 2021年          | 換命真相                   | 霞（第1集）                                    |
| 2021年          | 十月初五的月光             | 唐美鳳                                         |
| 2021年          | 拳王                       | 劉校長（第7、8集）                             |
| 2022年          | 鐵拳英雄                   | 街 坊                                          |
| 2022年          | 青春不要臉                 | 陳 琪                                          |
| 2022年          | 金宵大廈2                  | 榮 嫂                                          |
| 2022年          | 雙生陌生人                 | 徐伯老婆（第8集）                              |
| 2022年          | 十八年後的終極告白2.0      | 萍 姐（第4、6、7集）                           |
| 2022年          | 痞子殿下                   | 寶 妃                                          |
| 2022年          | 美麗戰場                   | 雀 友                                          |
| 2022年          | 下流上車族                 | 街 坊                                          |
| 2022年          | 有種好男人                 | 卞米拉                                         |
| 2023年          | 法言人                     | 啟年母（第8集）                                |
| 2023年          | 靈戲逼人                   | 關師奶                                         |
| 2023年          | 寵愛Pet Pet                | B姐                                            |
| 2024年          | 逆天奇案2                  | 沈宏福街坊                                     |
| 2025年          | 富貴千團                   | 投資者（第5、6集）                             |
| 2025年          | 虛擬情人                   | 張 婆（第7集）                                 |
| big big channel |                            |                                                |
| 2019年          | 我老婆唔係人               | 奶 奶（第4集）                                 |

### 劇集（香港電台電視部）
| 首播   | 劇名   | 角色                     |
| 1987年 | 性本善 | 阿 花（第5集：覆水難收） |

### 電影
| 首映   | 電影名           | 角色             |
| 1990年 | 江湖最後一個大佬 | 李氏（方叔亡妻） |
| 1990年 | 一本漫畫闖天涯   | 朱標妻子         |
| 1990年 | 霸王花之皇家賭船 | 賭 客            |
| 1991年 | 天地玄門         | 鴇 母            |
| 1992年 | 群星會           |                  |
| 1993年 | 愛到盡頭         |                  |
| 1994年 | 弱殺             | 郭太太           |
| 2011年 | 我愛香港開心萬歲 | 街 坊            |

### 微電影
| 首映   | 電影名                                  | 角色  |
| 2003年 | 親密殺機（無綫電視微電影）              |       |
| 2018年 | 細聽媽媽內心的話（TVB Anywhere 微電影） | 媽 媽 |

### 綜藝節目（無綫電視）
| 首播   | 節目名       | 備註                                            |
| 2005年 | 奇幻潮       | 榮 妻（演出單元：七彩天晶）                     |
| 2005年 | 奇幻潮       | 家偉母親（演出單元：迷路）                      |
| 2016年 | Sunday好戲王 | 第14集得獎者（另類好戲王「倀雞王」） 第25集嘉賓 |
| 2017年 | 築·動·愛     | 李 太（Maria）（演出單元：患難「建」真情）      |
| 2018年 | 一周八爪娛   | 1月14日嘉賓 （页面存档备份，存于）              |
| 2019年 | 快樂中年     | 演出第4集                                       |
| 2021年 | 識貨         | 演出第1、2集                                    |
| 2021年 | 歡樂滿東華   | 短劇演出                                        |

### 廣告
- 高露潔牙膏
- 潔霸洗衣粉
- 維多米
- 刀嘜花生油
- 柯達菲林
- 生力啤酒
- 樂家杏仁糖
- 星晨旅行團
- 綠寶汽水
- 地下鐵路
- 嘉頓雪芳蛋糕
- 2017年：Carousell 旋轉拍賣（與朱智賢）
- 2019年：香港舒痛運動中心

## 外部連結
- 劉桂芳的Facebook專頁
- 劉桂芳在香港影庫上的簡介
- 劉桂芳照片 （页面存档备份，存于）

※ 電台訪問資料
- 香港電台第二台廣播節目《守下留情》劉桂芳訪問（1）（页面存档备份，存于）
- 香港電台第二台廣播節目《守下留情》劉桂芳訪問（2）（页面存档备份，存于）
- 香港電台第二台廣播節目《守下留情》劉桂芳訪問（3）（页面存档备份，存于）
- 香港電台第二台廣播節目《守下留情》劉桂芳訪問（4）（页面存档备份，存于）
- 香港電台第二台廣播節目《守下留情》劉桂芳訪問（5）（页面存档备份，存于）